# Акутни бактеријски простатитис
Акутни бактеријски простатитис (AБП) или акутно бактеријско запаљење простате озбиљна је, акутна, фебрилна болест узрокована најчешће колиформним бактеријама, које повремено колонизују мушку уретру. Простата је важна жлезда  у телу мушкарца која производи део семене течности, која помаже у преносу сперме. Веома је важан орган како за потпуно психичко тако и за физичко здравље мушкараца, па када је ова жлезда захваћена запаљењем, пати целокупно здравствено стање, јер изазива проблеме са мокрењем , сексуалну дисфункцију и опште здравствене проблеме, као што су осећај умора и депресија.
Акутни бактеријски простатитис има најбурније симтоме од свих облика простатитиса, који се брзо развијају: учестало и болно мокрење замућеног урина, ургентно мокрење са инконтиненцијом, грозница, језа, дрхтавица, повишена температура, болови у гениталној регији, доњем делу стомака, крстима. Мокрење је отежано и дању и ноћу, почиње у слабом млазу који се прекида па до потупне немогућности спонтаног мокрења (акутне ретенције моикраће), што је последица отечене простате. Стање може да напредује до сепсе са тахикардијом, тахипнејом и хипотензијом. 

## Опште информације
Простата (кестењача) је полна жлезда која чини део репродуктивног тракта мушкарца. Главна улога простате је производња секрета која чини саставни део ејакулата. Налази се иза симфизе, испред ректума, испод мокраћне бешике и изнад урогениталне прелчаге. Мокрачна цев својим проксималним делом пролази кроз простату и у целости је окружена ткивом простате.
Да је простатитис уобичајено стање код мушкараца, указује податак да је на глобалном нивоу пријављено да је 35–50% мушкараца барем једном током живота погођено симптомима који указују на простатитис.
На основу популације >10.600 испитаника, систематски преглед је открио на овом узорку 8,2% преваленцију симптома простатитиса.
Симптоматски, хронични и асимптоматски облици простатитиса, како их дефинише Национални институти за здравље Сједињених Америчких Држава, у свом издању од 1999. године, приказани су као 4 синдрома простатитиса (види табелу) у којој су хронични бактеријски простатитис и хронични простатитис/синдром хроничног карличног бола приказани као посебни синдроми.
| Тип | Назив и опис |
| --- | --- |
| I   | Акутни бактеријски простатитис |
| II  | Хронични бактеријски простатитис Поновљене инфекције мокраћног тракта Хроничне инфекције простате |
| III | Хронични небактеријски простатитис - хронични карлични болни синдром (CPPS) (непријатан осећај или бол у пределу карлице, који траје најмање три месеца са различитим поремећајима мокрења и сексуалних тегоба) IIIa - Инфламаторни хронични небактеријски простатитис (леукоцити у сперми) IIIб - Неинфламаторни хронични небактеријски простатитис (без леукоцита у сперми) |
| IV  | Асимптоматски инфламаторни простатитис(хистолошки простатитис) Докази о запаљењу у биоптату, сперми/екскрету простате, без симптома |

Иако имају значајан негативан утицај на квалитет живота пацијената  и представљају дијагностичке и терапијске изазове за лекаре, простатитис и синдром хроничног карличног бола су у литератури добили релативно мало пажње, у поређењу са другим уролошким стањима.
Одсуство чврстих и јасних епидемиолошких података може такође одражавати недостатак јединствене дефиниције и преклапање симптома са другим стањима, као што су доброћудно повећање простате и рак простате.
Непосредно након објављивања овог система класификације простатитиса, група истраживача почела је да проучава асимптоматски инфламаторни простатитис. На основу доказа 98% болесника са асимптоматским инфламаторним простатитисом такође је имало инфламаторну реакцију.

## Епидемиологија
Простатитис има високу преваленцу. Половина мушкараца има симптоме простатитиса барем једном у животу а представља најчешћи поремећај уринарног тракта код мушкараца млађих од 50 година и најчешће стање код мушкараца старијих од 50 година.  Међутим, само 7% ових мушкараца има акутни бактеријски простатитис   са потврђеном бактеријом,  који  чини око 10–15% свих простатитиса. Остали имају небактеријски хронични простатитис или синдром хроничног карличног бола са непотврђеном инфекцијом у мокраћи.  У већини случајева, асимптоматски простатитис се случајно дијагностикује код болесника са хипертрофијом или карциномом простате после биопсије или хируршке интервенције.
Око 4,2% болесника могу да развију акутни бактеријски простатитис после трансректалне биопсије простате вођене ултразвуком  и трансуретралних манипулација (након катетеризације и цистоскопија), саветује се профилакса антибиотицима при планирању ове процедуре.

## Етиологија
Узрочници акутниог бактеријског простатитиса су бактерије које изазивају циститис, уретритис или епидидимитис. Најчешћи изазивачи акутниог бактеријског простатитиса су:
- Грам негативне ентеробактерије, углавном Escherichia coli (65–80%)
- Pseudomonas aeruginosa (10–15%)
- Klebsiella species
- Enterobacter
- Serratia species

Веома ретко узрочници могу бити:
- Грам позитивне бактерије (Staphylococcus aureus, Streptococci и Enterococci)
- анаеробни микроорганизми
- Neisseria gonorrhoeae
- Chlamydia trachomatis
- Ureaplasma
- Mycoplasma

Код имунокомпромитованих болесника (нпр инфицирани вирусом хумане дефицијенције) поред наведених описују се Salmonella typhi и Neisseria gonorrhoeae као узрочници акутниог бактеријског простатитиса.
Код особа које путују или живе у јужном делу Азије или у северној Аустралији акутни бактеријски простатитис може да узрокује Burkholderia pseudomallei која је ендемска у овим подручјима.
Гљивица Coccidioides може да доведе до гљивичног простатитиса код особа које су на имуносупресивној терапији.

## Патогенеза
Постоји неколико начина настанка простатитиса, ширењем:
- инфекције из уретре асцедентним путем,
- директно  из суседних структура,
- преко лимфних судова из ректума
- хематогенo из других органа.

Сматра се да простатитис најчешће настаје миграцијом бактерија из уретре или бешике кроз канале простате путем рефлукса мокраће. Због отежаног проласка мокраће кроз уретру, најчешће услед доброчудних хиперплазије простате и стенозе уретре, повећава се притисак и настаје рефлукс. Тако се преносе бактерије из мокраће у ткиво простате. Инфламацији доприноси и сама мокраћа, јер хемијски иритира ткиво простате. 
Акутни бактеријски простатитис  може настати директном инокулацијом после трансректалне биопсије простате вођене ултразвуком  и трансуретралних манипулација (након катетеризације и цистоскопија).
Настанку акутног бактеријског простатитиса  могу да погодују и ношење сталног мокрачног катетера, ослабљен имунитет услед болести или лечења, присуство фимозе, епидидимитиса, високоризично сексуално понашање.

## Клиничка слика
Општи знаци и симптоми болест почињу изненада, са општим знацима инфекције који доминирају клиничком сликом и хематогеног су облика. Ако се инфекција проширила из мокраћног тракта на простату, знацима акутног простатитиса обично претходе мокраћни, посебно уретрални, симптоми инфекције, међу којима доминирају:
- температура, која је често висока и преко 39°С,
- главобоља,
- малаксалост,
- губитак апетита,
- мучнина, чак и повраћање ,
- језа и дрхтање,
- тешко или готово немогуће кретање.
- локални симптоми који укључују бол у скротуму и ректуму, који могу бити веома јаки, грчевити, посебно током дефекације,
- осећај пуноћа и страног тела у ректуму.

Понекад се јављају болови у пределу доњих делова слабина и у грудима, бутинама и доњем делу трбуха  Мокрење је чешће, отежано, млаз танак, мокрење болно, с прекида или потпуно заустављено. Мање или више секрета се дренира из уретре, а може се и приметити крв на крају мокрења.

## Дијагноза
Дијагноза се поставља на основу анамнестичких података, клиничког прегледа и лабароторијских и других анализа.
Код биохуморалног синдрома присутни су знаци акутног запаљења, који подразумева повећан број леукоцита, убрзану седиментацију, као и друге параметре упала.
Приликом мокрења у три чаше карактеристична је замућеност, пиурија и појава кратких дебелих кончића у мокраћи до треће чаше. 
Урикултура и испитивање секрета простате сможе да утврди узрока инфекције. Иако је масажа простате контраиндикована, према потреби, може се се применити  пажљив притисак на жлезду како би се добио секрет простате за бактериолошки преглед.
Ректалним тушеом, простата констатује констатује се да је увећана, отечена, топла и веома болно осетљива, напета  и чврста, без меких жаришта, која се могу осетити у случају апсцеса (када се након пражњења гноја, палпира  удубљење и околно подручје задебљање ткива). Током палпације може доћи до перфорације апсцеса у уретру, са обиљем цурењем гноја из уретре. Прегледом експримата простате открива се пуно леукоцита.
Ултразвучним прегледом се открива увећана простата и евентуално гнојна колекција.
Прописаном терапијом санира се упала, а самим тим и запремина и  конзистенција паренхима простате. Све ове промене могу се дијагностиковати и пратити рутински супрапубични ултразвучни преглед. Простата је у акутном запаљењу  увећан и округла, са више хипосонорног паренхима. У процесу санације  упале долази до појаве хиперсонорних жаришта у паренхиму простате, који одговарају фиброзирању, или преласку у хроничну упалу. 
Код болесника са клиничким погоршањем болести упркос одговарајућем лечењу, или код оних који су имунокомпромитовани или предиспонирани на бактеријемију или емболијске компликације (дијабетичари, HIV позитивни), саветује се снимање карлице компјутеризовaном томографијом или магнетном резонанцом, или преглед ултразвуком са трансректалном сондом, да би се дијагностиковао апсцес простате. 

## Терапија
Опште мере
Међу  уобичајене опште мерама у терапији простатитиса спадају: одмарање у кревету, конзумирање доста чаја, сузбијање грознице и болова. Да би се спречио гнојни процес, препоручују се топле купке, термофор са топлом водом и топли клистир. За исхрану се користи лагана, претежно млечна храна. У случају затвор, дају се благи лаксативи.
Одмор, хидратација, аналгетици и спермолитици спадају у неспецифичну терапију.
Често је неопходно хоспитализовати пацијента са акутним простатитисом.  
Дренажа мокраће
Ако болесник не може да мокри дренажа мокраћне бешике врши се утералним катетером у току неколико дана. 
Уместо трајног катетер, може се применити пункциона дренажа мокраћне бешике (перкутана супрапубична цистостомиа).
Антибактеријска терапија
Одмах треба применити високе дозе бактерицидних антибиотика, као нпр. пеницилина широког спектра, цефалоспорина треће генерације или флуорокинолони, који су лекови првиог избора. 
У почетној терапији, флуорокинолони се могу комбиновати са аминогликозидима, у почетку интравенозно, а касније интрамускуларно. 
После нормализације  инфекције, орална терапија се може наставити током целог трајања од 2-4 недеље. У мање тешким случајевима, флуорокинолони се могу давати орално у период од 10 дана. 
Како око 4,2% болесника могу да развију акутни бактеријски простатитис после трансректалне биопсије простате вођене ултразвуком  и трансуретралних манипулација (након катетеризације и цистоскопија), саветује се профилакса антибиотицима при планирању ових процедура. 
Након завршетка терапије акутног простатитиса, препоручује се праћење културе секрета простате наредна четири месеца, да би се избегла могућа реинфекција.

## Компликације
У неким случајевима могућа је појава компликација у виду хроничног инфламаторног процеса са развојем хроничног бактеријског простатитиса или  или синдрома хроничног карличног бола. Касо могуће компликације наводе се:  
- апсцес простате,
- фистула простате,
- сепса, са тахикардијом, тахипнејом и хипотензијом.
- асцендентна уринарна инфекција - циститис,
- пијелонефритис,
- аутоимуни поремећаји (неплодност услед антиспермалних антитела)

## Прогноза
Уз адекватну терапију акутног простатитиса,  исход  је потпуни опоравак без икаквих последица.  Простатитис је доброчудно стање које не повећава ризик за настанак карцинома простате, иако инфламаторни облик простатитиса може да повећа вредност антигена специфичног за простату (енгл. prostate specific antigen – PSA), као што се дешава током карцинома простате.  